# آندرئا سدلاچکووا
آندرئا سدلاچکووا (چکی: Andrea Sedláčková؛ زادهٔ ۲۲ ژوئیهٔ ۱۹۶۷) بازیگر، کارگردان فیلم، فیلم‌نامه‌نویس، و تدوین‌گر اهل جمهوری چک است.
از فیلم‌هایی که وی در آن‌ها نقش داشته‌است، می‌توان به کریسمس مبارک و قربانیان و قاتلان اشاره نمود.